# Újantalvölgy
Újantalvölgy (szlovákul: Utekáč) község Szlovákiában, a Besztercebányai kerületben, a Poltári járásban.

## Fekvése
Rimakokovától 10 km-re északnyugatra, Poltártól 22 km-re északra, a Vepor-hegységben, a Rimóca (Rimavica)-patak völgyében fekszik.

## Története
A hagyomány szerint neve IV. Béla király tatárok elöli menekülésére utal (utekať = futni, menekülni). Első írásos említése egy, a selmecbányai levéltárban található oklevél szerint 1593-ban történt. A település fejlődése azonban csak a 18. század végén indult meg. Ez azzal függ össze, hogy birtokosa, a Forgách család 1787-től több üveggyárat építtetett ide és az üveggyártáshoz Németországból, Csehországból, Morvaországból és Magyarország területéről üvegkészítő mestereket telepített a településre családjaikkal együtt. Antalvölgy sokáig Rimakokova ipartelepét képezte és csak 1993. január 1-jén lett önálló község. Üveggyártása 1998-ban, a Clara gyár bezárásával megszűnt.
A trianoni békeszerződésig a község területe Gömör-Kishont vármegye Rimaszombati járásához tartozott.
A második világháború idején a község ádáz harcok helyszíne volt.
Újantalvölgy ma egyre inkább kisvárosi jelleget ölt, melyet ipari létesítményeinek és nagy területen létesített lakóépületeinek köszönhet. A község Salajka, Drahová, Havrillo (Havrilovo), Dlhá Lúka, Gyurkóka (Ďurkovka), Bánik, Nad Rimava és Császárpatak (Cisársko) nevű részeinek azonban továbbra is jellegzetes, tanyasi jellege van, amelyekben megtalálhatók a népi építészet szép emlékei.

## Népessége
| Év:            | 1994. | 2004.    | 2014.    | 2024.    |
| -------------- | ----- | -------- | -------- | -------- |
| Emberek száma: | 1299  | 1142     | 1005     | 825      |
| Eltérés:       |       | -12,08 % | -11,99 % | -17,91 % |

| Év:            | 2023. | 2024.   |
| -------------- | ----- | ------- |
| Emberek száma: | 837   | 825     |
| Eltérés:       |       | -1,43 % |

2001-ben 1218 lakosából 1186 fő szlovák volt.
2011-ben 1038 lakosából 955 szlovák volt.

## Nevezetességei
- Salajkán található a Forgách család kastélya
- A salajkai Szent Antal kápolna az üveggyáros Kuchínkov család sírboltjával
- Salajka jellegzetes népi lakóházai
- Drahova kápolnája
- Havrillo (Havrilovo) kápolnája
- A hangszerkészítő Kubinec testvérek a fujara nevű népi hangszer készítői
- Második világháborús hősi emlékmű
- A község kedvelt turisztikai célpont, ahol sífelvonók is működnek

## Gazdasága
- A község korábban üveggyártásáról volt nevezetes, az itt készült termoszok jelentős részét külföldre exportálták. Az 1980-as években még 780 alkalmazottat foglalkoztató állami vállalat a térség legjelentősebb munkáltatói közé tartozott. A rendszerváltás után, 1995-ben a gyárat privatizálták. Annak ellenére, hogy termékei továbbra is keresettek voltak, gazdasági mutatói mégis nagymértékben leromlottak. A vállalat rövid időn belül eladósodott, s 1998-ban az üzemet bezárták.[3]

## Külső hivatkozások
- Újantalvölgy honlapja
- E-obce.sk Archiválva 2009. augusztus 18-i dátummal a Wayback Machine-ben
- Községinfó
- Újantalvölgy Szlovákia térképén
- A község a régió honlapján